# Константинос Димитриадис
 Тази статия е за скулптора.  За революционера вижте Константинос Димитриадис (революционер).  
Константинос Димитридис (на гръцки: Κωνσταντίνος Δημητριάδης) е виден скулптор, учен и олимпиец.

## Биография
Роден е в 1881 година в град Станимака. Учи скулптура в Гимназията за изящни изкуства в град Атина, с преподавател Георгиос Врутос. През 1903 година получава от училището Аверофио стипендия за да продължи образованието си в Мюнхен. Следващата година се премества във френската столица – Париж, където следва в Художествената академия (Académie de la Grande Chaumièr) и училището за изящни изкуства (École des Beaux-Arts). Две години по-късно (1905) открива свое собствено ателие в Париж, а малко след това открива и второ ателие в Лондон.
През 1907 г. той излага скулптората си „Дилема“, която завладява френската столица. Участва в изложби в Париж. Главната негова особеност е истината на словото, пулса и дишането на живота. Тук получава и прякора си – „парижанина“.
През 1908 г. се оженва за французойката Анжел Монтьой (Angele Monteil), но бракът е несполучлив и довел до развод през 1927 година. Н следващата година сключва православен брак със Соня Г. Марие.
На Олимпийските игри през 1924 г. в Париж, участва със скулптура включена в художествения конкурс. Неговата работа ”Дискохвъргач“ печели златен медал при дискусиите. Оригиналът се намира в Сентрал парк в Ню Йорк в САЩ, а точно негово копие се намира и в Атина, срещу стадиона Панатенайкос.
През 1930 се завръща в Атина и с помощта от Венизелос, е назначен за директор на Атинското училище за изящни изкуства. Тук е и преподавател по скулптура. На тази длъжност стои и до смъртта си. През 1936 г. по негова инициатива гимназиите от Делфи, Хидра и Миконост вземат участие в 20-ото биенале във Венеция.
В сътрудничество с Фокион Рок (Φωκίωνα Ρώκ) и Томас Томопулос (Θωμά Θωμόπουλο) участва в изработката на паметника на Незнайния воин на площад в предната част на Гръцкия парламент в Атина през 1932 година.
През 1936 година става член на Атинската академия, а през 1937 година е удостоен с медал за върховни национални постижения в литературата и изкуството. От 1938 г. Част от творбите му са в Националната Галерия на Гърция.
Скулпторите и обществени паметници създадени от Димитриадис се определят като много реалистични и не се различават съществено от другите произведения на своето време.
В част от своите творби е силно повлиян от известния френски скулптор Огюст Роден.
В своите работи, Димитриадис изтъква движението в мигновението на човешката анатомия до степен, като прави алегоричен символ в стандартите на Роден.
Такава композиция е „губеща на живот“ (1905 – 1914), която не е завършена, поради избухването на Първата световна вfйна. „женското тяло“ (1920) намираща се в Националната художествена галерия (под №505) и „Танцьорка“ (1920 г.) също в Националната художествена галерия (№1888).
Димитриадис умира на 28 октомври 1943 година в град Атина на 62 годишна възраст.